# Савчук, Юрий Петрович
Юрий Петрович Савчук (укр. Юрій Петрович Савчук; род. 22 сентября 1967, Луцк, УССР) — украинский политик. Народный депутат Украины 7 созыва.

## Образование
- 1974—1984 — средне-образовательная школа № 18 г. Луцк.
- 1999—2004 — Волынский государственный университет им. Л. Украинки, специализация физическое воспитание и спорт.

## Трудовая деятельность
- Октябрь 1996 — апрель 1999 — инспектор по кадрам в ООО «СВ Экспресс».
- Февраль — август 2007 — директор по материально-технического снабжения в ООО «Интертрейд».
- Декабрь 2008 — январь 2012 — ассистент кафедры спортивных игр в Волынском государственном университете им. Л. Украинки.
- С января 2012 — вице-президент футбольного клуба «Волынь».
- С 26 января 2001 — президент Федерации бокса Волынской области.
- С 15 ноября 2007 — председатель правления Федерации хоккея Волынской области.

## Парламентская деятельность
С 12 декабря 2012 года — народный депутат Украины 7-го созыва от политической партии «УДАР (Украинский демократический альянс за реформы) Виталия Кличко», № 27 в списке. Председатель подкомитета по вопросам борьбы с терроризмом Комитета Верховной Рады Украины по вопросам борьбы с организованной преступностью и коррупцией.

## Скандалы
В январе 2017 года во Львове во время получения взятки в 140 000 гривен был задержан Петра Яремчука, помощник Юрия Савчука.

## Семья
Жена Неля Александровна (1968). Есть дочь Карина (1989) и два сына — Сергей (1995) и Кирилл (2008).

## Награды
Заслуженный тренер Украины по боксу.